# Ilha de São Mateus
A ilha de São Mateus (em inglês:  St. Matthew Island) é uma ilha remota e desabitada no mar de Bering ao largo da costa ocidental do Alasca, Estados Unidos a 295 km al ONO da ilha Nunivak. Tem 357,05 km2, pelo que é a 43.ª maior ilha dos Estados Unidos. É alongada e o seu ponto mais a sul é o cabo Upright, que tem falésias que ultrapassam os 300 m de desnível, e no extremo norte situa-se o cabo Glory of Russia (glória da Rússia). O ponto mais alto da ilha está a 450 metros de altitude.
Há uma pequena ilha ao largo da ponta noroeste de São Mateus, chamada ilha Hall. O braço de mar de 5,0 km de largura entre as duas ilhas é denominado estreito Sarichef. Um pequeno ilhéu rochoso chamado Pinnacle Rock fica 15,0 km a sul da ilha de São Mateus. A paisagem natural da ilha e a vida silvestre estão protegidas pois integram a unidade do mar de Bering do Refúgio Nacional de Vida Silvestre Marítima do Alasca.
A Guarda Costeira dos Estados Unidos manteve na ilha um sistema de navegação eletrónico chamado LORAN desde a década de 1940.

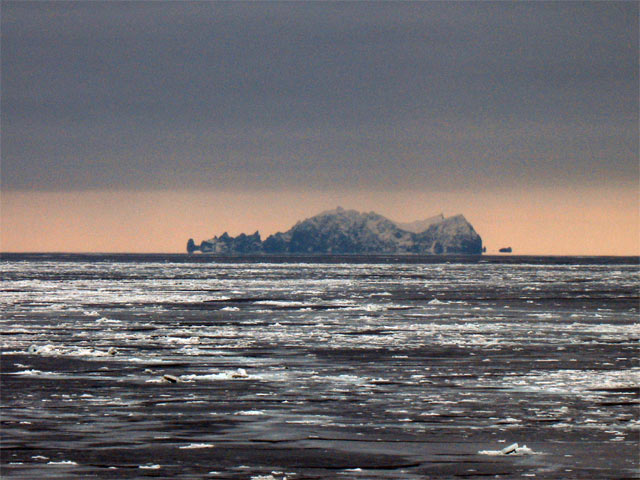
Ilha de São Mateus